# Buzz Lightyear
(Motto di Buzz Lightyear)
Buzz Lightyear è un personaggio immaginario protagonista dei quattro film d'animazione della serie Toy Story diretta da John Lasseter (regista dei primi due film) e Lee Unkrich (regista del terzo film della serie). È poi apparso come protagonista assoluto del film Buzz Lightyear da Comando Stellare - Si parte! (2000), da cui poi è stata tratta la serie animata Buzz Lightyear da Comando Stellare (2000-2001). Nel 2020 venne annunciato il film Lightyear - La vera storia di Buzz, che narra le immaginarie origini dell'umano su cui è basata la linea di giocattoli di Buzz Lightyear nell'universo di Toy Story.
Nella versione inglese di tutti e quattro i film la voce di Buzz appartiene a Tim Allen, sostituito da Patrick Warburton nella serie televisiva; il Buzz italiano è invece doppiato nei film da Massimo Dapporto e nella serie televisiva da Stefano Mondini. Nel film Lightyear - La vera storia di Buzz è doppiato da Chris Evans.
Il nome Buzz è un omaggio a Buzz Aldrin, pilota del modulo lunare della missione Apollo 11, il secondo uomo a mettere piede sulla superficie lunare, mentre il cognome Lightyear in inglese significa "anno luce" (light year), nome di un'unità di misura molto utilizzata in campo astronomico e spaziale.

## Biografia del personaggio

### Nei film
In Toy Story - Il mondo dei giocattoli, Buzz entra in scena venendo regalato a sorpresa ad Andy per il suo compleanno. Il ragazzino comincia subito a trattarlo come il suo giocattolo preferito, ruolo fino a quel momento ricoperto da Woody, uno sceriffo giocattolo, che è molto invidioso e si sente rimpiazzato. Un giorno Woody, nel tentativo di nascondere Buzz agli occhi di Andy spingendolo sotto la scrivania, lo fa invece cadere per errore fuori dalla finestra. Andy, non trovando Buzz, decide di portare Woody alla pizzeria Pizza Planet (era questo che lo sceriffo voleva, o perlomeno che non portasse Buzz). In seguito, Buzz e Woody finiscono rocambolescamente entrambi nel distributore di giocattoli del Pizza Planet, dal quale vengono prelevati dal pestifero Sid, dal quale riusciranno alla fine a fuggire per ricongiungersi con Andy. Durante la sua prigionia da Sid, vedendo in televisione una pubblicità di Buzz Lightyear, Buzz scopre di essere un semplice giocattolo (prima credeva di essere e si comportava come un vero space ranger) e cade per tale motivo in una forte depressione, ma Woody riesce a farlo tornare in sé facendogli capire che essere un giocattolo significa avere un proprietario che lo ritiene importante. Dopo questa avventura, tra Buzz e Woody si instaura una profonda amicizia.
In Toy Story 2 - Woody e Buzz alla riscossa, Buzz salva Woody dal disonesto venditore e collezionista di giocattoli Al McWhiggin, che aveva rapito il cowboy per venderlo, insieme agli altri giocattoli dedicati allo stesso tema, ad un museo di giocattoli giapponese.
In Toy Story 3 - La grande fuga, Woody e gli altri giocattoli cercano di fuggire dall'asilo Sunnyside dopo aver scoperto i modi di fare da dittatore del capo del posto Lotso. Durante questa avventura viene imprigionato e, come punizione, resettato alla modalità demo (impostazioni di fabbrica), cosa che lo fa ritornare ad essere un severissimo e disciplinato ranger spaziale. Diventato quindi nemico dei suoi amici ed essendosi scordato di tutti i bei momenti passati assieme, contribuisce a farli imprigionare. Successivamente verrà rimesso a posto, ma nella modalità in cui parla in spagnolo; recupererà le impostazioni originali quando gli cadrà in testa un televisore mentre tutti i giocattoli si trovavano tra i rifiuti. Infine, insieme ai suoi amici, viene ceduto ad una bambina di nome Bonnie, dallo stesso Andy.
In Toy Story 4, due anni dopo la partenza di Andy per il college, Buzz si mette sulle tracce di Woody dopo che lo sceriffo si è smarrito nel tentativo di trovare Forky, il nuovo giocattolo di Bonnie. Buzz viene però preso da un proprietario di una giostra in un luna park, ma grazie all'aiuto di due giocattoli, Ducky e Bunny, Buzz riesce a fuggire. In seguito, Bunny trova finalmente Woody, e lo aiuta a salvare Forky da Gabby Gabby. Una volta compiuta la missione, Buzz saluta Woody dopo che lo sceriffo ha deciso di restare con la sua vecchia amica Bo Peep.
Il 10 dicembre 2020, Disney e Pixar hanno annunciato il film Lightyear - La vera storia di Buzz, un prequel del primo Toy Story che narrerà le origini dell'umano su cui è basata la linea di giocattoli di Buzz Lightyear. All'inizio della pellicola viene detto che il film è lo stesso che Andy vide al cinema, rendendolo idealmente un "meta-film".  Il personaggio è doppiato da Chris Evans e il film è stato distribuito il 17 giugno 2022.

### Nei cortometraggi
In Vacanze hawaiiane, Buzz, con l'aiuto degli altri giocattoli ricrea un paradiso tropicale nella stanza di Bonnie per Barbie e Ken, dimenticati dalla bambina partita per le Hawaii.
In Buzz a sorpresa, viene dimenticato da Bonnie in un fast food e diventa capo di un gruppo di sostegno per giocattoli scartati, mentre a casa lo sostituisce una sua versione meal toy, più giocherellona e fastidiosa. Mentre i suoi amici organizzano un piano per liberarlo, però Buzz ritorna senza che loro se lo aspettino.

## Personaggio

### Doppiaggio

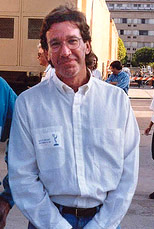
Tim Allen, doppiatore di Buzz.

Nell'edizione originale, Buzz è doppiato dall'attore comico Tim Allen, divenuto in breve tempo molto famoso grazie ad alcuni film Disney come Santa Clause. Dopo alcuni primi test di metraggio, Allen ha deciso di firmare il contratto per il film, che rappresenta anche la sua prima esperienza di doppiatore di un film d'animazione.
In seguito al successo ottenuto, Allen ha deciso di tornare per i successivi capitoli: Toy Story 2 - Woody e Buzz alla riscossa, Buzz Lightyear da Comando Stellare: Si parte!, Toy Story 3 - La grande fuga e nel per ora ultimo capitolo della saga Toy Story 4 sempre insieme al resto del cast dei precedenti episodi. Inoltre, forte della popolarità tra i bambini e ragazzi, nel 1996 firmerà, accanto a una linea di attrezzi domestici di riparazione, anche una linea di giocattoli educativi prodotti dalla Ryobi.
Successivamente Allen, insieme a Tom Hanks, voce di Woody, e John Ratzenberger è stato invitato ad assaggiare in anteprima il risultato del terzo episodio della serie.
In Buzz Lightyear da Comando Stellare, Buzz non è doppiato da Allen, bensì da Patrick Warburton. In altri media è doppiato invece da Pat Fraley, Stephen Stanton e Javier Fernandez-Peña, nelle scene del terzo film in cui Buzz inizia a parlare spagnolo.
In Italia, Buzz è doppiato da Massimo Dapporto nei quattro film della saga di Toy Story e nel film pilota della serie TV Buzz Lightyear da Comando Stellare - Si parte! oltre che nei vari corti e speciali, mentre nella serie televisiva e nel corto Non c'è festa senza Rex da Stefano Mondini.

### Grafica, aspetto e funzioni
Come ogni personaggio presente nei film della Pixar Animation Studios, Buzz è stato creato digitalmente grazie al RenderMan, un software nato grazie alle tecnologie grafiche innovative ultimate dai membri della Pixar.
Le caratteristiche fisiche di Buzz generalmente non sono utilizzate per gli altri personaggi della serie, ad eccezione di altri Buzz Lightyear presenti nel secondo film. Buzz è fatto interamente di plastica e veste come un astronauta: porta una tuta bianca e verde, possiede quattro tasti di cui tre a destra, che chi gioca con lui preme per farlo parlare con una voce elettronica tramite l'impianto sonoro di cui è provvisto, e uno a sinistra per aprire le ali. A differenza di Woody possiede molti accessori, tra cui un casco trasparente che si apre, un comando che gli permette di fare mosse automatiche di karate, due ali a scomparsa a molla, un laser azionato da un tasto su un braccio (che in realtà non è nient'altro che una semplice lampadina rossa).
Buzz è confezionato in una scatola che raffigura un'astronave. A differenza di Woody è molto resistente; riesce infatti a resistere a varie cadute e alle percosse dei bambini del Sunnyside. Nel secondo film è comparso un nuovo tipo di Buzz, una versione rinnovata del vecchio che presenta, oltre alle varie funzioni, una cintura gravitazionale.
Buzz, come mostrato nei film e nella pubblicità, si illumina al buio. Nel terzo film Lotso, resettando Buzz per punizione nella sua modalità demo, lo fa ritornare quello di un tempo, ovvero il severissimo e fanatico space ranger del primo film, e poi i giocattoli, dopo averlo liberato e nel tentativo di ripristinare le sue caratteristiche, tengono premuto il pulsante troppo a lungo, modificandone la lingua (ed il carattere) nella versione spagnola; in seguito Buzz viene colpito da un televisore nella discarica e l'incidente gli fa ritrovare le sue impostazioni originali.

### Buzz Lightyear da Comando Stellare
Grazie al successo ottenuto, la Pixar e la Disney decisero di ideare una serie incentrata sulla figura del vero Buzz Lightyear e idearono una serie ad animazione tradizionale per la televisione. La Disney ne produsse da prima un film Buzz Lightyear da Comando Stellare - Si parte! (2000), e poi una serie animata di 62 episodi intitolata appunto Buzz Lightyear da Comando Stellare (2000-2001), dal tono più leggero e divertente del film pilota e ancor di più dei film di Toy Story. Anche Buzz, a differenza che nel lungometraggio pilota, ha un comportamento a volte serio, a volte entusiasta e comico.
Questa serie racconta le avventura di Buzz Lightyear, Space Ranger al servizio dell'Unità Protezione Universo del Comando Stellare, organizzazione (un po' come le Forze dell'Ordine) che serve a mantenere l'ordine nell'Alleanza Galattica, da sempre minacciata dall'invasione del malvagio imperatore Zurg, che domina sul Pianeta Z. Altri nemici ricorrenti sono accoliti di Zurg e criminali indipendenti da esso. Il suo gruppo di amici è composto da Booster (un alieno grande e rosso), XR (un robot) e la principessa Mira Nova.
Nel film creato prima della serie, la voce di Buzz è quella di Tim Allen, mentre nella serie televisiva è di Patrick Warburton.

### Personalità
Buzz, inizialmente, si crede un vero Space Ranger e si comporta come tale: arrivato in camera di Andy, crede di essere atterrato su un pianeta sconosciuto in cui il terreno (la coperta del letto) sembra instabile, e che la sua astronave (la sua scatola) sia stata danneggiata e debba essere riparata. Buzz è un tipo molto aperto e fa presto amicizia con i giocattoli di Andy, mentre con Woody inizialmente le cose non vanno bene, e i due diventeranno amici solo dopo alcune avventure. Woody tenta più volte di farlo ragionare e di spiegargli che è solo un giocattolo, ma Buzz non gli crede. Buzz è estremamente orgoglioso ed è anche molto determinato e non si arrende facilmente neppure in situazioni critiche. Il suo unico scopo, inizialmente, è quello di sconfiggere il perfido Imperatore Zurg, nemico giurato dell'Alleanza Galattica. Dopo aver compreso di essere solo un giocattolo, riceve un durissimo colpo che lo fa cadere in depressione e tenta di volare, cadendo e danneggiandosi.
Nel primo film la sua personalità cambia molto velocemente dal momento in cui comprende di non essere un vero astronauta. Nel secondo film, ormai diventato amico di Woody, decide di salvarlo dal disonesto collezionista di giocattoli Al, ed è in questa avventura che incontra la sua controparte, il Falso Buzz.
Inoltre diviene molto saggio, infatti sarà lui a convincere Woody a tornare da Andy e a non farsi esporre in un museo di giocattoli giapponese, e che la cosa più importante è quella di rimanere con Andy fino alla fine, anche quando sarà cresciuto.
Nel terzo film, invece, deciderà di fuggire e di andare nell'asilo Sunnyside, ma presto cambierà idea. Durante un primo tentativo di evadere, viene catturato e resettato, tornando ad essere il Buzz di un tempo. Lotso, il malvagio orso a capo dei giocattoli, lo convince che i suoi amici sono degli alleati di Zurg e ordina di sbatterli in galera. Successivamente i protagonisti lo liberano e tentano di riportarlo alla sua impostazione precedente, ma commettono un errore premendo il bottone di reset troppo a lungo: Buzz assume una nuova personalità e si comporta come un giocattolo spagnolo, sia nella lingua che nei gesti e nel carattere.
Sicuramente la relazione più tormentata di Buzz, inizialmente, è quella con Woody. All'arrivo del giocattolo astronauta, Woody si ingelosisce in quanto Andy dimostra di preferire Buzz a lui, e arriva a gettarlo dalla finestra. Dopo essere stato catturato da Sid, Buzz viene salvato da Woody e da quel momento i due divengono inseparabili. Lo stesso Buzz deciderà di andare a salvare Woody, quando il cowboy viene catturato, e si impegna a portare a termine la sua missione. L'amicizia tra Woody e Buzz viene nuovamente approfondita nel terzo film della saga. Buzz deciderà di lasciare Andy, mentre Woody deciderà di partire con Andy per il college. Per non lasciare i propri amici, Woody prenderà un'importante decisione e rimarrà con il suo gruppo di giocattoli e con l'eterno amico Buzz.
Nel terzo film, ma anche nel finale del secondo, viene approfondito l'amore tra Buzz e Jessie. Buzz è incapace di dichiarare il suo amore per Jessie e per questo i due impiegano molto per stare insieme. Quando Buzz inizia a parlare spagnolo, cambia totalmente personalità e rivela a Jessie il suo amore per lei. Durante la fuga dal Sunnyside, il Buzz spagnolo inizia a credere erroneamente che Woody sia un problema per la sua relazione con Jessie e cerca di dimostrarsi superiore, ma questo soltanto in poche scene. Anche quando i giocattoli stanno per essere bruciati nell'inceneritore, Buzz dà prova del suo amore per Jessie.

## Altre versioni

### Nuovo modello
Nel secondo film, la produzione dei giocattoli di Buzz Lightyear lancia un nuovo modello del personaggio, dotato di una cintura gravitazionale, protagonista del gioco preferito di Rex chiamato Buzz Lightyear: L'attacco di Zurg che appare all'inizio del secondo episodio.
Così come il Buzz di Andy, anche questo Buzz è doppiato da Tim Allen. Egli appare per la prima volta nel negozio di Al, in una vetrina nel reparto dei Buzz Lightyear. Viene risvegliato dal Buzz di Andy, giunto lì durante la ricerca di Woody. Il nuovo Buzz attacca quello vecchio, riuscendo ad intrappolarlo in una delle scatole. Subito dopo viene scambiato dagli amici del vecchio Buzz e parte con loro alla ricerca di Woody. Viene scoperto, ma si rivela molto utile ai compagni, in quanto affronta Zurg lasciando il tempo agli amici di fuggire. Alla fine del film va a vivere con Zurg, il quale si presenta come suo padre: questa è palesemente una citazione di Star Wars, in cui Dart Fener (l'antagonista) rivela drammaticamente a Luke Skywalker (il protagonista) di essere suo padre.

### Buzz spagnolo
Quando viene recuperato dai suoi amici dopo che Lotso ed i suoi scagnozzi lo hanno fatto tornare un severissimo Space Ranger, Buzz viene accidentalmente resettato nella sua modalità spagnola. Buzz inizia a parlare nella suddetta lingua e a muoversi come un ballerino spagnolo. Mantiene invariati i suoi sentimenti per Jessie, ma questa volta riesce a rivelarglieli, ballando con lei oppure lusingandola di complimenti. In seguito Buzz salva Jessie prendendosi in testa un televisore, ma proprio grazie al forte colpo quest'ultimo tornerà alla sua versione normale non ricordandosi delle sue altre modalità, pur mantenendo le movenze da ballerino spagnolo all'udire di musica, per l'appunto, spagnola.

## Impatto culturale

La action figure

All'interno di una collaborazione tra NASA e Disney per la realizzazione di un filmato didattico, un action figure del personaggio, alta circa 30 cm, ha trascorso 467 giorni in assenza di gravità all'interno della Stazione spaziale internazionale, da giugno 2008 a settembre 2009.
Il personaggi di Toy Story hanno avuto un impatto tale, soprattutto sulla generazione appartenente agli anni in cui uscirono i lungometraggi, da ispirare anche diverse canzoni. Si segnalano, a livello di produzione italiana, su tutti gli altri, i singoli Woody e Buzz Ligthyear di Sami River.

### Critica
Il mensile statunitense di critica cinematografica Empire ha classificato Buzz Lightyear al primo posto nella sua classifica dei 20 migliori personaggi creati dagli studi Pixar.